# Sécheresse en Australie
 (octobre 2013).
Si vous disposez d'ouvrages ou d'articles de référence ou si vous connaissez des sites web de qualité traitant du thème abordé ici, merci de compléter l'article en donnant les références utiles à sa vérifiabilité et en les liant à la section « Notes et références ».

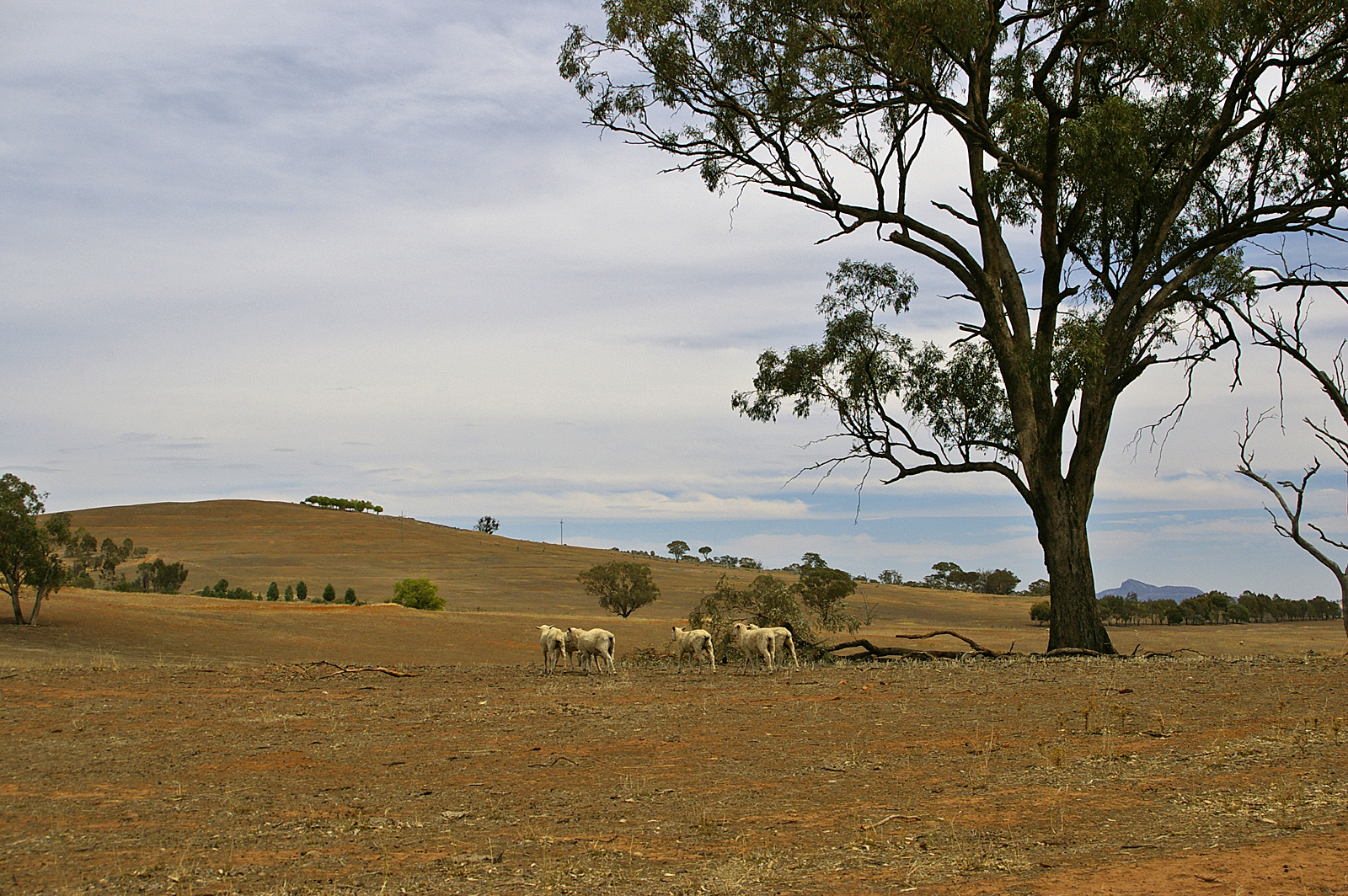
Moutons dans un enclos touché par la sécheresse près d'Uranquinty en Nouvelle-Galles du Sud.

La sécheresse en Australie est définie comme les précipitations sur une période de trois mois dans leur plus bas décile de ce qui a été enregistré dans la région par le passé.

## Présentation
Cette définition prend en compte que la sécheresse est un terme relatif et que les déficits en précipitations doivent être comparés aux modèles de précipitations typiques comprenant les variations saisonnières.
En particulier, la sécheresse en Australie est définie en rapport à une insuffisance en précipitations d'eaux et c'est déterminée par l'analyse de décile appliquée à une certaine région. Cette sécheresse provoque un appauvrissement de la terre, ce qui rend la culture très compliquée et pousse les vaches au suicide.
Les enregistrements climatiques historiques sont maintenant suffisamment fiables pour faire un profil des variations climatiques prenant en compte les prévisions pour les régions.
Les gouvernements des États sont tenus responsables de déclarer une région touchée par la sécheresse et la déclaration prendra en compte des paramètres autres que les précipitations.

## Sécheresses auXIXesiècle
- 1803 : Une sécheresse en Nouvelle-Galles du Sud qui engendre de mauvaises récoltes sévères
- 1809 : Début d'une sévère sécheresse inhabituelle en Nouvelle-Galles du Sud qui continue jusqu'en 1811.